# Streblocera monocera
Streblocera monocera är en stekelart som beskrevs av De Saeger 1946. Streblocera monocera ingår i släktet Streblocera och familjen bracksteklar. Inga underarter finns listade i Catalogue of Life.